# Você É o Cara
"Você é o Cara" é um single oficial da carreira da cantora pop brasileira Kelly Key, sendo o primeiro lançado em sua coletânea, intitulada 100%. Lançada oficialmente em 23 de novembro de 2007, sendo que seu videoclipe obteve 4 milhões de acessos no site youtube.

## Composição e desenvolvimento
Composta por Kelly Key em parceria com Andinho, a canção explora o tema do romance verdadeiro entre uma garota apaixonada por um rapaz gentil. Conforme percorre, a composição mostra os estágios da paixão, desde seu início, quando a confiança começa a se construir no relacionamento, até o total amor entre os jovens, quando a composição descreve como perfeito o sentimento que se formou, utilizando da expressão "Você é o cara" para isso. A canção é produzida por Umberto Tavares e Plínio Profeta, um dos maiores produtores e DJs brasileiro, explorando a sonoridade pop.

## Divulgação e Desempenho
A canção teve sua performance de estreia na televisão em 26 de novembro de 2007 no programa Programa da Hebe, comandado pela apresentadora Hebe Camargo. A cantora ainda passou por programas como O Melhor do Brasil, Tudo É Possível, Raul Gil, Domingo Legal e Domingão do Faustão, Caldeirão do Huck, sendo que no programa TV Xuxa Kelly Key soube que o videoclipe da canção havia passado dos 2 milhões de acessos no Youtube. Sua estreia na rádio ocorreu pela Mix FM, passando posteriormente para outras rádios como Transamérica e Dumont FM.
Você é o Cara ainda fechou o ano de 2008 como uma das Top 100 das Músicas Mais Procuradas da Internet no Brasil, na posição dezoito, ficando na frente de canções como Piece Of Me, de Britney Spears e Na Sua Estante, de Pitty

## Recepção e Crítica
A canção recebeu críticas positivas. Segundo a Folha de S.Paulo a canção é a "consolidação de Kelly Key como cantora", acrescentando ainda que o novo single era "o retorno da cantora que andava em baixa". O Jornal Agora declarou que Você é o Cara era a "melhor canção lançada por Kelly Key em toda carreira". Segundo o site UOL, Kelly Key estaria amadurecendo musicalmente. Já segundo o jornalista Mauro Ferreira, a canção "turbina" a coletânea da cantora e acrescentou dizendo que "Você é o Cara é uma musica chiclete e muito bem feito, a letra é linda". o site Terra declarou que a canção é um presente de Natal trazido por Papai Noel.

## Videoclipe
Gravado em entre 27 e 29 de novembro de 2007, o videoclipe do single foi dirigido por Alexandre Wesley, importante diretor conhecido por trabalhos realizados em videoclipes para as gravadoras EMI e, posteriormente, Warner Music, além de trabalhos como diretor realizados pela Rede Globo. O vídeo, rodado na cidade do Rio de Janeiro e foi completamente filmado com cenários reais, não utilizando cenários em estúdio. Uma parte do vídeo se passa em uma praia, onde Kelly Key caminha e vive momentos com seu namorado, passando a andar de skate e correr pelo mar, alternando para cenas em que a cantora recebe flores do rapaz em sua casa, passando ainda por uma cena onde o casal salta de para-quedas. O vídeo foi lançado em 30 de janeiro de 2008 pelo canal da gravadora Som Livre no Youtube, tendo sua estreia na TV no dia seguinte pela MTV. O vídeo alcançou a marca de 4 milhões de acessos no Youtube.

## Outras mídias
Em 2010 o título da canção influenciou a introdução de vários parágrafos de uma crônica escrita pelo jornalista Lucas Santos sobre o presidente Luiz Inácio Lula da Silva, enfatizando os erros de seu governo.